# Груша 'Тёма'
Груша «Тёма» — сорт груши, выведенный в 1909-1947 гг.
Включён в Госреестр в 1947 году по Западно-Сибирскому и Дальневосточному регионам. Широко используется в селекции на зимостойкость, урожайность и величину плодов.

## История и распространение
Опыление произведено в 1909 году. В 1917 году гибриды вступили в пору плодоношения, из этих сеянцев выделено 4 сорта — 'Тёма', 'Поля', 'Ольга' и 'Лида'. Под собирательным названием «лукашовки» эти сорта составили основу культурных груш на Дальнем Востоке.
Из отобранных сеянцев, 'Тёма' — наиболее крупноплодный. Он занял ведущее положение и ныне разводится в Приморском и Хабаровском краях, Еврейской автономной области, в южных районах Амурской и Сахалинской областей. В стелющейся форме выращивается в северных районах Амурской области и Хабаровского края, по трассе Байкало-Амурской магистрали до Комсомольска-на-Амуре, встречается также в коллективных садах в нижнем течении Амура и Охотского побережья. За пределами Дальнего Востока произрастает в Забайкалье, Восточной и Западной Сибири, Алтайском крае до Зауралья.
В плодосовхозах и плодопитомнических садах в Приморском и Хабаровском краях «лукашовки», а среди них 'Тёма', занимали до 50 % и более всех плодовых культур. Наиболее крупные насаждения сосредоточены в Хабаровском и Приморском краях. Повсеместно, в коллективных садах горожан и приусадебных садах сельских жителей, также преобладают «лукашовки».

## Характеристика сорта
Дерево сильнорослое, крона широкопирамидальная, часто раскидистая, плотность кроны средняя.
Скелетные ветви отходят мутовками и под острым углом от ствола.
Кора ствола и скелетных ветвей бурая, шелушащаяся.
Побеги прямые, хорошо развитые, коричневато-зелёные. Почки округлые, слегка оттопыренные, плодовые почки формируются на однолетних приростах в виде копьец и простых кольчаток.
Листья на однолетних побегах яйцевидные, основание округлое, вершина заострённая, почти клиновидная, пластинка слабоизогнутая. Зазубренность мелкопильчатая. Верхняя сторона листьев тёмно-зёленая, блестящая, нижняя светло-зеленоватая, слабоопушённая на основной жилке. Черешок длинный, тонкий, с опушением.
Цветки средних размеров, белые, одноцветные, колонка пестиков у основания слипшаяся, расположена ниже пыльников коричневого цвета. Цветоножки длинные, средней толщины, слегка опушённые.
На молодых деревьях средняя масса плода 150—200 г, в возрасте массового плодоношения 115—130 г, максимальная 350—400 г. Форма широко грушевидная. Кожица гладкая, светло-жёлтая, со слабо выраженными, не яркими оранжево-красными штрихами или румянцем. Мякоть белая, сочная, средней плотности, терпко-кисловатая. Аромат сильный. Вкусовые качества посредственные, согласно другому источнику: мякоть кисло-сладкая, слегка вяжущая, удовлетворительного вкуса.
Плоды содержат общих сахаров — 10,9 %, титруемых кислот — 1,0 %, дубильных веществ — 0,6 %, пектиновых веществ — 0,3 %, аскорбиновой кислоты — 19,5 мг/100 г.
Созревают плоды в первой декаде сентября. Созревшие плоды легко осыпаются, особенно в период муссонных дождей с сильными ветрами.
Плодоножка длинная (2—4 см), толстая, слегка изогнутая, помещается в неглубокой, узкой воронке, образуемой неравнобокими выступами. Блюдце мелкое, чашечка открытая. Сердечко верхнее, резко очерчено. Семенные камеры закрытые.
Семена светло-коричневые, яйцевидные.
Плоды хранятся до 20 дней, в хранилищах с искусственным климатом до двух месяцев. Основное назначение плодов — потребление в свежем виде, а также для приготовления компотов, маринования, повидла, мочки, плодового вина и сока. Товарность плодов до 90 %, в том числе первого сорта до 50 %.

## В культуре
Сорт самобесплодный, в качестве опылителей рекомендуются — 'Ольга', 'Пальмира', 'Поля'.
Деревья вступают в плодоношение на 3—4 год после прививки, массовое плодоношение с 6—8 лет. Урожайность ежегодная и устойчивая, средняя, в товарных садах с большими площадями — 120 ц/га, максимальная — 260 ц/га.
В условиях посадки на возвышенностях зимостойкость и ожогостойкость сорта высокие. На низких бессточных равнинах деревья нередко подмерзают. Сорт устойчив к парше, но повреждается плодожоркой и огнёвкой.
Достоинства сорта: относительно высокая зимостойкость и ожогостойкость, относительно крупные плоды, пользующиеся спросом на рынке, ежегодная высокая урожайность, относительно устойчив к переувлажнению и недостатку влаги в почве.
Недостатки сорта: посредственные вкусовые качества плодов, ограниченный срок потребления в свежем виде, высокая осыпаемость.